# Gonzalo Uriarte (actor)
Gonzalo Uriarte (La Coruña, 1952) es un actor gallego. Bastante conocido por participar en series de la TVG como Pratos combinados (1995-2001) o Libro de familia (2005-2013).

## Filmografía
En el cine destaca a su participación en películas como A lingua das bolboretas (José Luis Cuerda, 1997), O lapis do carpinteiro (Antón Reixa, 2003), Trece badaladas (Xavier Villaverde, 2002), y mismo una pequeña colaboración en la exitosa El laberinto del fauno (2006), de Guillermo del Toro.
Cuenta así mismo con una amplia experiencia teatral (ha participado en Compañía Troula, Centro Dramático Galego, Produccións Noroeste, Teatro do Atlántico, Teatro do Aquí, Teatro do Morcego y Pro Concierto en la Ópera) y también ha trabajado como actor de doblaje.

## Premios
- Premio María Casares 1997 al mejor actor protagonista por A noite das tríbades (1996), dirigida por Xulio Lago.
- Premio AGAPI 1998 a la mejor interpretación masculina por O lapis do carpinteiro (2003), de Antón Reixa.
- Nominado a los Premios Mestre Mateo 2005 a la mejor interpretación masculina de reparto por Libro de familia.
- Premio Maruxa Villanueva 2009.
- Premio de Honra Marisa Soto 2010.